# Las Marías (Puerto Rico)
Las Marías es uno de los 78 municipios del Estado Libre Asociado de Puerto Rico. En el Censo de 2010 tenía una población de 9881 habitantes y una densidad poblacional de 82,04 personas por km². Las Marías está repartida en 15 barrios y Las Marías Pueblo, el centro urbano y administrativo del Municipio de Las Marías.

## Geografía
Las Marías se encuentra ubicado en las coordenadas 18°13′39″N 66°58′39″O / 18.22750, -66.97750. Según la Oficina del Censo de los Estados Unidos, Las Marías tiene una superficie total de 120.45 km², de la cual 120,07 km² corresponden a tierra firme y (0,31 %) 0,38 km² es agua.

## Historia
Las Marías se fundó el 1 de julio de 1872. Don Benito Recio y Moreno fue el alcalde en funciones durante el proceso de su fundación (1868-72).
La creación de este municipio comienza a gestarse alrededor de 1850. En ese período, el actual municipio de Las Marías era parte de los municipios El Pepino y Mayagüez. El territorio bajo el Municipio de El Pepino, denominado La(s) Playuela(s) se extendía, de norte a sur, desde el cauce del Río Guacio (Guaorabo, hoy Grande de Añasco), hasta el límite con el Municipio de San Germán (hoy Municipio de Maricao). De este a oeste desde el límite con el Municipio de Lares hasta el Río Arenas, límite con Mayagüez. Comprendía parte de los barrios Altosano, Guacio, Mirabales y Espino; el barrio Cerrote, y parte del barrio Bucarabones.
El territorio bajo el Municipio de Mayagüez era el comprendido por los barrios Furnias, Anones, Río Cañas Arriba y parte de Naranjales. Su límite al este era el Río Arenas.
La iniciativa hacia la formación del municipio de Las Marías se origina en el desacuerdo entre la administración municipal de El Pepino y los pobladores de Las Playuelas. No lograban un acuerdo sobre el estado y desarrollo de las vías de acceso y de comunicación entre los territorios al sur del Río Guacio y el resto del municipio. Al no lograrse un acuerdo que satisficiera las necesidades de los pobladores de la zona, se produce en 1854 el deslinde de Las Playuelas para pasar a formar parte del Municipio de Mayagüez, en el barrio Furnias.
El aislamiento de esa zona y la inconformidad con las alternativas provistas por el gobierno proveen para la participación de vecinos de la zona en levantamiento contra España del El Grito de Lares de septiembre de 1868. Un mes más tarde, el 23 de octubre, el Gobierno Superior Civil presentaba un decreto creando una alcaldía delegada inmediata del Corregidor de Municipio de Mayagüez, que llevará el nombre de Las Marías. Incluirá ese barrio y los cuatro de Furnias. Al próximo día se confirma el edicto, nombrando alcalde al Teniente Retirado Don Benito Recio y Moreno. El 29 de octubre se añaden a la nueva jurisdicción  los barrios de Anones, Río Cañas Arriba y Naranjales. Nótese que la jurisdicción es una Alcaldía delegada al Corregidor de Mayagüez y no un nuevo municipio.
Los vecinos de la nueva jurisdicción aprovecharon la oportunidad para ponerse de acuerdo y solicitar al Gobierno Superior Civil la creación del nuevo Municipio de Las Marías. Basaron su solicitud en los planteamientos que se había esbozado al solicitar el deslinde de El Pepino, los de la erección de la Ayuda de Parroquia de Furnias y los del decreto para la creación de la Alcaldía Delegada al Corregidor de Mayagüez. Luego de múltiples gestiones, el Gobierno Superior Civil autorizó la creación del Municipio de Las Marías como Pueblo de Segunda Clase, efectivo al 31 de marzo de 1871. Ese decreto y la forma expedita en que se tramitó, causó un conflicto de jurisdicciones entre el Gobierno Superior Civil y la Diputación Provincial de Puerto Rico de reciente creación. El Decreto de Fundación de Las Marías fue protestado ante el Rey de España, Amadeo I. Éste suspendió y luego, el 12 de junio de 1871, anuló el decreto de Fundación de Las Marías de 1871, quedando así sin efecto la fundación de Las Marías.
La revocación del decreto generó múltiples gestiones y acuerdos entre las partes envueltas en el conflicto de jurisdicciones. Finalmente,La Diputación Provincial de Puerto Rico y el Gobierno Superior Civil de Puerto Rico logran los acuerdo necesarios para presentar un nuevo decreto para la fundación de Las Marías. Presentado ante Amadeo I, este lo autoriza el 23 de octubre de 1871. Refrendado el decreto por el Rey, el Gobierno Superior Civil, con fecha de 19 de febrero de 1872, dispone el comienzo del deslinde de Las Marías, confirmando que quedaría definitivamente separado de Mayagüez y constituido como pueblo el 1.º de julio de 1872.

### Bandera
La bandera está dividida por una línea diagonal imaginaria cuyo extremos son el izquierdo superior de la bandera y el opuesto derecho inferior. La parte superior es amarillo y la parte inferior es verde. La porción amarilla representa el sol bañando el pueblo y la porción verde representa la naturaleza y la vegetación del pueblo.

### Escudo
El escudo está dividido en seis partes con tres en plata y tres en azul. Un árbol de «María» (Callophylum brasiliense antillum), con un par de ramas de café en los lados de su tronco, y adorna cada parte plateada. El monógramo y la corona de Nuestra Señora la Santísima Virgen de Plata está puesta en una porción de la parte alta central del escudo. Su borde es rojo con una cadena quebrada en la parte baja. Sobre el escudo residen tres torre corona en oro.

## Barrios
Las Marías se subdivida en 13 barrios y Las Marías Pueblo (el área urbana y el centro administrativo del municipio).
- Alto Sano
- Anones
- Bucarabones
- Buena Vista
- Cerrote
- Chamorro
- Espino
- Furnias
- Las Marías Pueblo
- Maravilla Este
- Maravilla Norte
- Maravilla Sur
- Naranjales
- Palma Escrita
- Purísima Concepción
- Río Cañas

## Demografía
Según el censo de 2010, había 9881 personas residiendo en Las Marías. La densidad de población era de 82,04 hab./km². De los 9881 habitantes, Las Marías estaba compuesto por el 0,56 % blancos, el 0,01 % eran afroamericanos, el 0,01 % eran asiáticos, el 0,01 % eran de otras razas y el 0,02 % eran de una mezcla de razas. Del total de la población el 99,39 % eran hispanos o latinos de cualquier raza.
Osvaldo L. Otero Malavé (1992-2000)

## Eventos
- Festival de la china - marzo

## Eventos pasados
- Festival de Fundación del pueblo - marzo
- Festival de caballos de paso fino - julio

## Patrimonio
- Cueva Barrietos
- Hacienda Fronteras
- Hacienda Plantel
- Hacienda Rullán
- Hacienda San Calisto
- Plaza San Carlos
- Ruinas Ingenio Azucarero Paco Gaztambide